# S.W.A.T. – Tűzveszély (film, 2017)
A S.W.A.T. – Tűzveszély (eredeti cím: S.W.A.T.: Under Siege) 2017-ben bemutatott amerikai akció-thriller, amelyet Tony Giglio rendezett. A főbb szerepekben Sam Jaeger, Michael Jai White, Adrianne Palicki, Ty Olsson és Matthew Marsden látható.
Az Amerikai Egyesült Államokban 2017. augusztus 1-én mutatták be. Magyarországon 2017. július 19-én jelent meg szinkronizálva.

## Szereplők
| Szerep           | Színész           | Magyar hang          |
| ---------------- | ----------------- | -------------------- |
| Travis Hall      | Sam Jaeger        | Csík Csaba Krisztián |
| Ellen Dwyer      | Adrianne Palicki  | Kiss Virág Magdolna  |
| Skorpió          | Michael Jai White | Barabás Kiss Zoltán  |
| Hooks            | Zahf Paroo        | Seszták Szabolcs     |
| Ward             | Ty Olsson         | Király Attila        |
| Sophia Gutierrez | Kyra Zagorsky     | Urbán Andrea         |
| Angela Jefferson | Marci T. House    | Solecki Janka        |
| Chu              | Olivia Cheng      | Vadász Bea           |
| Lars             | Matthew Marsden   | Bozsó Péter          |
| Weir ügynök      | Garvin Cross      | Kapácsy Miklós       |